# Sósújfalu
Sósújfalu (szlovákul: Ruská Nová Ves) község Szlovákiában, az Eperjesi kerület Eperjesi járásában.

## Fekvése
Eperjestől 8 km-re keletre fekszik.

## Története
A település a 13. században keletkezett, Sóvár filiája, a Soós család birtoka volt. 1402-ben „Wyfalu” alakban említik először. 1423-ban „Alsowyfalu”, „Felswvyfalu” néven szerepel, tehát ekkor már két részből állt. 1427-ben 16 portát számláltak a faluban, ezzel a közepes nagyságú falvak közé számított. 1438-ban 12 egész portája volt, emellett 8 ház üresen állt. 1548-ban 4, 1567-ben 4 és fél, 1588-ban 4 és háromnegyed portáig adózott. 1600-ban 11 lakott háza volt. 1688-ban vámszedőhelyként tartották nyilván. Az évszázadok során több birtokosa volt: a Soós, Galambos, Lónyai, Kapy, Sztankay és Dessewffy családok. 1787-ben 55 házában 397 lakosa élt.
A 18. század végén Vályi András így ír róla: „Sós Újfalu. Sáros Várm. fekszik Sovárhoz közel, mellynek filiája.”
1828-ban 89 háza és 669 lakosa volt. Lakói mezőgazdasággal, állattartással, erdei munkákkal, faárukészítéssel foglalkoztak. Később főként a közeli Eperjes üzemeiben dolgoztak.
Fényes Elek 1851-ben kiadott geográfiai szótárában így ír a faluról: „Ujfalu (Sós), Sáros vmegyében, orosz falu, 43 r. kath., 605 gör. kath., 8 zsidó lak. Gör. kath. paroch. templom. Nagy erdő. F. u. a kamara s m. Ut. p. Eperjes.”
1920 előtt Sáros vármegye Eperjesi járásához tartozott.

## Népessége
| Év:            | 1994. | 2004.    | 2014.    | 2024.    |
| -------------- | ----- | -------- | -------- | -------- |
| Emberek száma: | 851   | 993      | 1175     | 1398     |
| Eltérés:       |       | +16,68 % | +18,32 % | +18,97 % |

| Év:            | 2023. | 2024.   |
| -------------- | ----- | ------- |
| Emberek száma: | 1390  | 1398    |
| Eltérés:       |       | +0,57 % |

1910-ben 505, túlnyomórészt szlovák lakosa volt.
2001-ben 916 lakosából 893 szlovák volt.
2011-ben 1110 lakosából 1054 szlovák.

## Nevezetességei
- A falutól keletre levő erdős csúcson látszanak Sebes várának csekély maradványai. A vár a 14. században épült, 1550-ben az eperjesiek ostrommal elfoglalták és felégették, azóta rom.
- Görögkatolikus temploma 1790-ben épült, 1880-ban és 1927-ben megújították. Ikonosztáza 1881-ben készült.

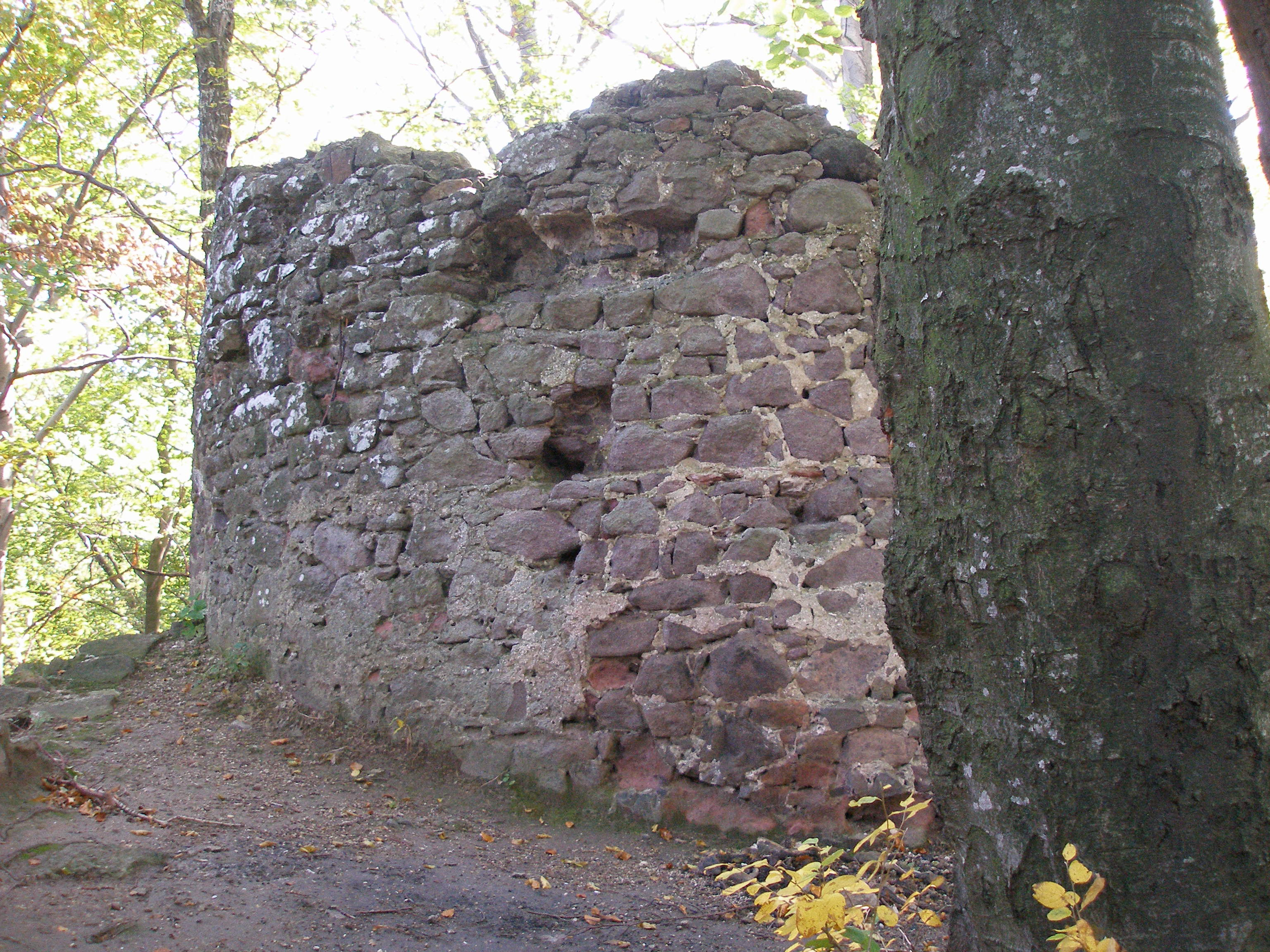
Sebes várának romjai